# 19기 KBS 바둑왕전
19기 KBS 바둑왕전은 한국방송공사의 TV 속기전이 참가한 국내 바둑 기전이다. 결승에서는 목진석 五단이 이창호 九단을 2대 1로 꺾고 우승을 차지했다.

## 대진표

### 승자조,패자조
| 이상훈(大) 六단   | 이상훈(大) 六단   | 이상훈(大) 六단 | 이상훈(大) 六단 | 이상훈(大) 六단 | 이창호 九단 | 이창호 九단 | 이창호 九단 | 목진석 九단 (2:1) |
| 서봉수 九단       | 이상훈(大) 六단   | 이상훈(大) 六단 | 이상훈(大) 六단 | 이상훈(大) 六단 | 이창호 九단 | 이창호 九단 | 이창호 九단 | 목진석 九단 (2:1) |
| 정수현 九단       |                   | 이상훈(大) 六단 | 이상훈(大) 六단 | 이상훈(大) 六단 | 이창호 九단 | 이창호 九단 | 이창호 九단 | 목진석 九단 (2:1) |
| 윤현석 六단       | 윤현석 六단       | 윤현석 六단     | 이상훈(大) 六단 | 이상훈(大) 六단 | 이창호 九단 | 이창호 九단 | 이창호 九단 | 목진석 九단 (2:1) |
| 정대상 八단       | 윤현석 六단       | 윤현석 六단     | 이상훈(大) 六단 | 이상훈(大) 六단 | 이창호 九단 | 이창호 九단 | 이창호 九단 | 목진석 九단 (2:1) |
| 박영찬 二단       |                   | 윤현석 六단     | 이상훈(大) 六단 | 이상훈(大) 六단 | 이창호 九단 | 이창호 九단 | 이창호 九단 | 목진석 九단 (2:1) |
| 박지은 三단       | 박지은 三단       | 박지은 三단     | 박지은 三단     | 이상훈(大) 六단 | 이창호 九단 | 이창호 九단 | 이창호 九단 | 목진석 九단 (2:1) |
| 이동규 八단       | 박지은 三단       | 박지은 三단     | 박지은 三단     | 이상훈(大) 六단 | 이창호 九단 | 이창호 九단 | 이창호 九단 | 목진석 九단 (2:1) |
| 조훈현 九단       |                   | 박지은 三단     | 박지은 三단     | 이상훈(大) 六단 | 이창호 九단 | 이창호 九단 | 이창호 九단 | 목진석 九단 (2:1) |
| 윤성현 七단       | 루이나이웨이 九단 | 윤혁 二단       | 박지은 三단     | 이상훈(大) 六단 | 이창호 九단 | 이창호 九단 | 이창호 九단 | 목진석 九단 (2:1) |
| 루이나이웨이 九단 | 루이나이웨이 九단 | 윤혁 二단       | 박지은 三단     | 이상훈(大) 六단 | 이창호 九단 | 이창호 九단 | 이창호 九단 | 목진석 九단 (2:1) |
| 윤혁 二단         |                   | 윤혁 二단       | 박지은 三단     | 이상훈(大) 六단 | 이창호 九단 | 이창호 九단 | 이창호 九단 | 목진석 九단 (2:1) |
| 김수장 九단       | 김수장 九단       | 유창혁 九단     | 이상훈(小) 三단 | 이창호 九단     | 이창호 九단 | 이창호 九단 | 이창호 九단 | 목진석 九단 (2:1) |
| 나종훈 四단       | 김수장 九단       | 유창혁 九단     | 이상훈(小) 三단 | 이창호 九단     | 이창호 九단 | 이창호 九단 | 이창호 九단 | 목진석 九단 (2:1) |
| 유창혁 九단       |                   | 유창혁 九단     | 이상훈(小) 三단 | 이창호 九단     | 이창호 九단 | 이창호 九단 | 이창호 九단 | 목진석 九단 (2:1) |
| 목진석 五단       | 목진석 五단       | 이상훈(小) 三단 | 이상훈(小) 三단 | 이창호 九단     | 이창호 九단 | 이창호 九단 | 이창호 九단 | 목진석 九단 (2:1) |
| 김주호 九단       | 목진석 五단       | 이상훈(小) 三단 | 이상훈(小) 三단 | 이창호 九단     | 이창호 九단 | 이창호 九단 | 이창호 九단 | 목진석 九단 (2:1) |
| 이상훈(小) 三단   |                   | 이상훈(小) 三단 | 이상훈(小) 三단 | 이창호 九단     | 이창호 九단 | 이창호 九단 | 이창호 九단 | 목진석 九단 (2:1) |
| 최철한 三단       | 최철한 三단       | 이창호 九단     | 이창호 九단     | 이창호 九단     | 이창호 九단 | 이창호 九단 | 이창호 九단 | 목진석 九단 (2:1) |
| 김종준 四단       | 최철한 三단       | 이창호 九단     | 이창호 九단     | 이창호 九단     | 이창호 九단 | 이창호 九단 | 이창호 九단 | 목진석 九단 (2:1) |
| 이창호 九단       |                   | 이창호 九단     | 이창호 九단     | 이창호 九단     | 이창호 九단 | 이창호 九단 | 이창호 九단 | 목진석 九단 (2:1) |
| (故)임선근 九단   | (故)임선근 九단   | 안달훈 四단     | 이창호 九단     | 이창호 九단     | 이창호 九단 | 이창호 九단 | 이창호 九단 | 목진석 九단 (2:1) |
| 김영삼 五단       | (故)임선근 九단   | 안달훈 四단     | 이창호 九단     | 이창호 九단     | 이창호 九단 | 이창호 九단 | 이창호 九단 | 목진석 九단 (2:1) |
| 안달훈 四단       |                   | 안달훈 四단     | 이창호 九단     | 이창호 九단     | 이창호 九단 | 이창호 九단 | 이창호 九단 | 목진석 九단 (2:1) |
| 패자조            |                   |                 |                 |                 |             |             |             | 목진석 九단 (2:1) |
| 패자 1회전        | 패자 1회전        | 패자 2회전      | 패자 3회전      | 패자 4회전      | 패자 준결승 | 패자 결승   |             | 목진석 九단 (2:1) |
| 정수현 九단       | 정수현 九단       | 윤혁 二단       | 유창혁 九단     | 박지은 三단     | 목진석 五단 | 목진석 五단 |             | 목진석 九단 (2:1) |
| (故)임선근 九단   | 정수현 九단       | 윤혁 二단       | 유창혁 九단     | 박지은 三단     | 목진석 五단 | 목진석 五단 |             | 목진석 九단 (2:1) |
| 윤혁 二단         |                   | 윤혁 二단       | 유창혁 九단     | 박지은 三단     | 목진석 五단 | 목진석 五단 |             | 목진석 九단 (2:1) |
| 박영찬 二단       | 최철한 三단       | 유창혁 九단     | 유창혁 九단     | 박지은 三단     | 목진석 五단 | 목진석 五단 |             | 목진석 九단 (2:1) |
| 최철한 三단       | 최철한 三단       | 유창혁 九단     | 유창혁 九단     | 박지은 三단     | 목진석 五단 | 목진석 五단 |             | 목진석 九단 (2:1) |
| 유창혁 九단       |                   | 유창혁 九단     | 유창혁 九단     | 박지은 三단     | 목진석 五단 | 목진석 五단 |             | 목진석 九단 (2:1) |
| 박지은 三단       |                   |                 |                 | 박지은 三단     | 목진석 五단 | 목진석 五단 |             | 목진석 九단 (2:1) |
| 조훈현 九단       | 목진석 五단       | 목진석 五단     | 목진석 五단     | 목진석 五단     | 목진석 五단 | 목진석 五단 |             | 목진석 九단 (2:1) |
| 목진석 五단       | 목진석 五단       | 목진석 五단     | 목진석 五단     | 목진석 五단     | 목진석 五단 | 목진석 五단 |             | 목진석 九단 (2:1) |
| 윤현석 六단       |                   | 목진석 五단     | 목진석 五단     | 목진석 五단     | 목진석 五단 | 목진석 五단 |             | 목진석 九단 (2:1) |
| 루이나이웨이 九단 | 루이나이웨이 九단 | 윤현석 六단     | 목진석 五단     | 목진석 五단     | 목진석 五단 | 목진석 五단 |             | 목진석 九단 (2:1) |
| 김수장 九단       | 루이나이웨이 九단 | 윤현석 六단     | 목진석 五단     | 목진석 五단     | 목진석 五단 | 목진석 五단 |             | 목진석 九단 (2:1) |
| 윤현석 六단       |                   | 윤현석 六단     | 목진석 五단     | 목진석 五단     | 목진석 五단 | 목진석 五단 |             | 목진석 九단 (2:1) |
| 이상훈(小) 三단   |                   |                 |                 | 목진석 五단     | 목진석 五단 | 목진석 五단 |             | 목진석 九단 (2:1) |
| 이상훈(大) 六단   |                   |                 |                 |                 |             | 목진석 五단 |             | 목진석 九단 (2:1) |

## 대국 결과

### 예선
| 대진          | 연도   | 대국일자  | 승자              | 패자          | 결과 | 기보 |
| ------------- | ------ | --------- | ----------------- | ------------- | ---- | ---- |
| 2차예선 1회전 | 1999년 | 11월 23일 | 양재호 九단       | 강만우 八단   |      |      |
| 2차예선 1회전 | 1999년 | 11월 23일 | 루이나이웨이 九단 | 김강근 三단   |      |      |
| 2차예선 결승  | 1999년 | 11월 24일 | 김종준 四단       | 옥득진 初단   |      |      |
| 2차예선 결승  | 1999년 | 11월 24일 | 목진석 四단       | 최명훈 七단   |      |      |
| 2차예선 결승  | 1999년 | 11월 24일 | 이동규 八단       | 유병호 八단   |      |      |
| 2차예선 결승  | 1999년 | 11월 24일 | 박지은 三단       | 한철균 六단   |      |      |
| 2차예선 결승  | 1999년 | 11월 24일 | 윤혁 初단         | 장수영 九단   |      |      |
| 2차예선 결승  | 1999년 | 11월 24일 | 서봉수 九단       | 문명근 七단   |      |      |
| 2차예선 결승  | 1999년 | 11월 24일 | 김수장 九단       | 장주주 九단   |      |      |
| 2차예선 결승  | 1999년 | 11월 24일 | 이상훈(大) 六단   | 한종진 三단   |      |      |
| 2차예선 결승  | 1999년 | 11월 29일 | 루이나이웨이 九단 | 오규철 七단   |      |      |
| 2차예선 결승  | 1999년 | 11월 29일 | 김주호 初단       | 홍태선 八단   |      |      |
| 2차예선 결승  | 1999년 | 12월 22일 | 정대상 七단       | 강훈(大) 九단 |      |      |

### 본선
| 대진        | 연도   | 대국일자  | 승자              | 패자              | 결과              | 기보 |
| ----------- | ------ | --------- | ----------------- | ----------------- | ----------------- | ---- |
| 승자 1회전  | 1999년 | 12월 14일 | 박지은 二단       | 이동규 八단       | 278수 백 3집반승  |      |
| 승자 1회전  | 1999년 | 12월 14일 | 이상훈(大) 六단   | 서봉수 九단       | 257수 백 6집반승  |      |
| 승자 1회전  | 2000년 | 1월 4일   | 목진석 四단       | 김주호 初단       | 153수 흑 불계승   |      |
| 승자 1회전  | 2000년 | 1월 4일   | 최철한 三단       | 김종준 四단       | 178수 백 불계승   |      |
| 승자 1회전  | 2000년 | 1월 18일  | 윤현석 五단       | 정대상 八단       | 310수 백 불계승   |      |
| 승자 1회전  | 2000년 | 1월 18일  | 김수장 九단       | 나종훈 四단       | 243수 백 21집반승 |      |
| 승자 1회전  | 2000년 | 1월 25일  | (故)임선근 九단   | 김영삼 四단       | 162수 백 불계승   |      |
| 승자 1회전  | 2000년 | 2월 8일   | 루이나이웨이 九단 | 윤성현 六단       | 192수 백 불계승   |      |
| 승자 2회전  | 2000년 | 2월 8일   | 이상훈(大) 六단   | 정수현 九단       | 283수 백 3집반승  |      |
| 승자 2회전  | 2000년 | 2월 22일  | 이창호 九단       | 최철한 三단       | 152수 백 불계승   |      |
| 승자 2회전  | 2000년 | 2월 22일  | 유창혁 九단       | 김수장 九단       | 180수 백 불계승   |      |
| 승자 2회전  | 2000년 | 3월 6일   | 박지은 二단       | 조훈현 九단       | 242수 백 불계승   |      |
| 승자 2회전  | 2000년 | 3월 6일   | 이상훈(小) 三단   | 목진석 五단       | 286수 백 불계승   |      |
| 승자 2회전  | 2000년 | 3월 22일  | 윤현석 五단       | 박영찬 二단       | 183수 흑 불계승   |      |
| 승자 2회전  | 2000년 | 3월 22일  | 윤혁 二단         | 루이나이웨이 九단 | 162수 백 불계승   |      |
| 승자 2회전  | 2000년 | 4월 12일  | 안달훈 四단       | (故)임선근 九단   | 289수 백 반집승   |      |
| 패자 1회전  | 2000년 | 4월 12일  | 루이나이웨이 九단 | 김수장 九단       | 155수 흑 불계승   |      |
| 패자 1회전  | 2000년 | 5월 3일   | 최철한 三단       | 박영찬 二단       | 기권승            |      |
| 패자 1회전  | 2000년 | 5월 10일  | 목진석 五단       | 조훈현 九단       | 204수 백 불계승   |      |
| 패자 1회전  | 2000년 | 5월 10일  | 정수현 九단       | (故)임선근 九단   | 217수 흑 불계승   |      |
| 승자 3회전  | 2000년 | 5월 24일  | 이창호 九단       | 안달훈 四단       | 152수 백 불계승   |      |
| 승자 3회전  | 2000년 | 5월 24일  | 이상훈(小) 三단   | 유창혁 九단       | 288수 백 3집반승  |      |
| 승자 3회전  | 2000년 | 6월 14일  | 박지은 二단       | 윤혁 二단         | 186수 백 불계승   |      |
| 승자 3회전  | 2000년 | 6월 28일  | 이상훈(大) 六단   | 윤현석 九단       | 240수 백 불계승   |      |
| 패자 2회전  | 2000년 | 6월 14일  | 목진석 五단       | 안달훈 四단       | 152수 백 불계승   |      |
| 패자 2회전  | 2000년 | 6월 28일  | 윤혁 二단         | 정수현 九단       | 165수 흑 불계승   |      |
| 패자 2회전  | 2000년 | 7월 12일  | 유창혁 九단       | 최철한 三단       | 266수 흑 4집반승  |      |
| 패자 2회전  | 2000년 | 7월 12일  | 윤현석 九단       | 루이나이웨이 九단 | 235수 흑 불계승   |      |
| 패자 3회전  | 2000년 | 7월 26일  | 유창혁 九단       | 윤혁 二단         | 270수 흑 2집반승  |      |
| 패자 3회전  | 2000년 | 8월 25일  | 목진석 五단       | 윤현석 六단       | 170수 백 불계승   |      |
| 승자 준결승 | 2000년 | 7월 12일  | 이상훈(大) 六단   | 박지은 三단       | 143수 흑 불계승   |      |
| 승자 준결승 | 2000년 | 8월 16일  | 이창호 九단       | 이상훈(小) 三단   | 171수 흑 불계승   |      |
| 패자 4회전  | 2000년 | 8월 16일  | 박지은 二단       | 유창혁 二단       | 288수 백 3집반승  |      |
| 패자 4회전  | 2000년 | 8월 25일  | 목진석 五단       | 이상훈(小) 三단   | 180수 백 불계승   |      |
| 승자 결승   | 2000년 | 9월 6일   | 이창호 九단       | 이상훈(大) 六단   | 208수 백 2집반승  |      |
| 패자 준결승 | 2000년 | 9월 6일   | 목진석 五단       | 박지은 二단       | 213수 흑 불계승   |      |
| 패자 결승   | 2000년 | 10월 11일 | 목진석 五단       | 이상훈(大) 六단   | 161수 흑 불계승   |      |
| 결승 1국    | 2000년 | 12월 1일  | 목진석 五단       | 이창호 九단       | 161수 흑 불계승   |      |
| 결승 2국    | 2000년 | 12월 20일 | 이창호 九단       | 목진석 五단       | 218수 흑 7집반승  |      |
| 결승 3국    | 2000년 | 12월 20일 | 목진석 五단       | 이창호 九단       | 147수 흑 불계승   |      |

## TV 중계
- KBS 위성2TV에서 매주 일요일에 방송되었으며, 이중 1월 ~ 6월은 매주 일요일 오후 2시 ~ 3시 30분, 7월 ~ 12월은 매주 일요일 오전 9시 ~ 10시 30분에 방송되었다, 노영하 九단 해설로 진행하였다. 결승 3국(최종국) 끝난 후 시상식에는 한상권 아나운서가 진행했으나 인터뷰(우승자,준우승자)의 소감만 밝혔다.

## 특이 사항
- 19기부터 16기 이후 24강전으로 방식 변경을 복귀
- 유일하게 여류기사로 본선에 진출하여 4강에 진출한 박지은 三단의  백을 모두 쥐고 흑을 쥐지는 않았다.

1. ↑  공배 메운수까지 290수
2. ↑  공배 메운수까지 270수
3. ↑  공배 메운수까지 256수
4. ↑  공배 메운수까지 220수
5. ↑  공배 메운 수까지 232수